# Pavel Frána
Pavel Frána (* 17. července 1977) v Plzni je český basketbalista. Hraje na pozici pivota. Pavel Frána byl hráčem české basketbalové reprezentace a s týmem Sparta Praha startoval v 6 ročnících evropských basketbalových pohárů klubů. 

## Hráčská kariéra
- 1994-1996  Lokomotiva Plzeň
- 1996-1997  Dukla Dejvice
- 1997-2003  BC Sparta Praha, 6 sezón v Mattoni NBL 198 zápasů, 2178 bodů (průměr 11,0), 1276 doskočených míčů
- 2003-2004  BG Iceline Karlsruhe
- 2004-2005  Szolnoki Olaj Kosárlabda klub
- 2005-2006  BC Sparta Praha
- 2006-2007  Szolnoki Olaj Kosárlabda klub
- 2007-2008  Soproni Aszok BC
- 2008-  Lokomotiva Plzeň

## Evropské poháry
- 1997-2002 za tým Sparta Praha v 5 ročnících FIBA Poháru Korač celkem: 28 zápasů, 133 bodů a 119 doskočených míčů